# Allegro Cantabile e.p.
「Allegro Cantabile e.p.」（アレグロ カンタービレ イーピー）は、SUEMITSU & THE SUEMITHの4枚目のシングル。

## 解説
2007年2月21日に発売された。初回プレス盤のみ二ノ宮知子書き下ろしのイラストジャケット仕様。店舗限定で購入特典としてイラストジャケットのカラーバージョンのジャケットカード付。
シングル1枚を通してクラシックをコンセプトに制作された作品である。
タイトル曲である「Allegro Cantabile」は、アニメ『のだめカンタービレ』オープニングテーマとして2007年1月11日の初回放送分よりオンエアされており、発売前から話題を集めており、初のオリコントップ20入りを果たした。タイトルは音楽用語で「快活に、歌うように」という意味である。
1曲目に収録されている「The Time "SUEMITSU" Met "NODAME"」は、ベートーヴェンのピアノ・ソナタ第8番「悲愴」の第2楽章をバックサウンドに、『のだめカンタービレ』主人公の野田恵（演：川澄綾子）とのコラボレーションというユニークなトラックに仕上がっている。また、4曲目収録の「La Chanson De L'adieu」は、ショパンの「別れの曲」をアレンジ・カバーしたことでも注目を集めた。

## 収録曲
1. The Time "SUEMITSU" Met "NODAME"
作曲：ルートヴィヒ・ヴァン・ベートーヴェン
2. Allegro Cantabile
作詞・作曲：末光篤
フジテレビ系『ノイタミナ』枠内放送アニメ『のだめカンタービレ』オープニングテーマ
ポケメロJOYSOUND CMソング
3. Sonatine
作詞・作曲：末光篤
4. La Chanson De L'adieu
作詞：末光篤／作曲：フレデリック・ショパン

## カバー
2013年5月に発売されたGOING UNDER GROUNDとのコラボレーションシングル「カモメトゥモロー/世界を変えるピアノが歌う」にタイトル曲のセルフカバーが収録されている。同曲では末光はサビの一部分のボーカルとコーラスのみを務め、メインボーカルはGOING UNDER GROUNDの松本素生と河野丈洋が務めている。
2018年8月には韓国の多国籍グループNATUREのデビュー曲として、タイトル曲が韓国語でカバーされている。